# Waiting for Love (bài hát của Avicii)
Waiting for Love là một bài hát sáng tác bởi DJ, nhà sản xuất nhạc người Thụy Điển Avicii, được sản xuất bởi Avicii phối hợp với nhạc sĩ, DJ người Hà Lan Martin Garrix và ca sĩ Simon Aldred, cựu ca sĩ chính của ban nhạc Anh Cherry Ghost. Ca khúc được phát hành vào ngày 22 tháng 5 năm 2015 với tư cách là đĩa đơn chính trong album phòng thu thứ hai của Avicii, Stories (2015). Lời bài hát được viết bởi Aldred.

## Lịch sử
Ca khúc được công chiếu lần đầu tại Ultra Music Festival 2015 bởi cả Avicii và DJ người Hà Lan Martin Garrix. Trước khi phát hành vào ngày 22 tháng 5 năm 2015, người ta cho rằng bài hát sẽ là sự phối lợp giữa Garrix và Bergling, với giọng hát của John Legend, sau một số video và bài đăng trên Twitter được tạo ra để bật mí về sự phối hợp này. Tuy nhiên ca sĩ được chọn là Simon Aldred, giọng ca chính của ban nhạc Cherry Ghost.

## Nghệ thuật
"Waiting For Love" là một bài hát progressive house được viết trong nốt Fa♯ thứ, theo tiến trình hợp âm của F#m/C#m/D - D/E/F#m và chạy ở 128 BPM.

## Phát hành
Bài hát được phát hành lần lượt bởi Original Mix và Extended Mix với nhãn của PRMD và Universal theo lịch trình sau
| Phiên bản    | Ngày                | Định dạng             | Nhãn           |
| ------------ | ------------------- | --------------------- | -------------- |
| Original Mix | 22 tháng 5 năm 2015 | Tải xuống kĩ thuật số | PRMD Universal |
| Extended Mix | 1 tháng 6 năm 2015  | Tải xuống kĩ thuật số | PRMD Universal |

## Video

### Video ca nhạc
Video ca nhạc được đạo diễn bởi Sebastian Ringler. Video bắt đầu khi một ông già (Sten Elfström) được vợ mình chăm sóc (Ingrid Wallin), sau đó vợ ông biến mất. Vì tình cảm của mình dành cho vợ, ông đã rời khỏi nhà trên chiếc xe tay ga của mình để tìm kiếm bà. Ông đi lang thang qua vùng nông thôn trên chiếc xe tay ga của mình, trải qua nhiều khó khăn, kết thân với nhiều bạn bè. Cuối cùng ông trở về thành phố là quê hương của mình và được chào đón như một người nổi tiếng, cũng như tìm ra người vợ đang đợi mình

### Video lời bài hát
Video lời bài hát được tải lên vào ngày 22 tháng 5 năm 2015. Video kể về câu chuyện của một con chó và chủ của nó. Người chủ bị gửi ra chiến trường, để lại chú chó ở nhà. Con chó cuối cùng chạy ra ngoài để tìm kiếm chủ nhân của mình, suýt bị giết bởi một vụ nổ bom và đẩy nó ra và làm cho nó hồi tưởng về kí ức của mình và chủ nhân khi họ còn trẻ. Con chó sớm tỉnh dậy và tiếp tục đi, cuối cùng tìm thấy chủ nhân của mình sau một trận chiến, chủ nhân bị thương và mất đi một chân trái. Video kết thúc khi cả hai về nhà. Được đạo diễn và sửa đổi bởi Jesper Eriksson và Matthieu Colombel, phim hoạt hình đã nhận nhiều lời ca ngợi kể từ khi phát hành, và thậm chí cả cựu cán bộ quân đội cũng cảm ơn Avicii vì làm video.

### Video 360°
Video 360° gồm một số vũ công biểu diễn được xuất bản vào ngày 28 tháng 5 năm 2015 và được đạo diễn bởi Kurt Hugo Schneider. Chức năng 360°Của video ca nhạc này chỉ hoạt động với trình duyệt web Google Chrome (cho máy tính, Android và iOS).

## Ê-kíp
Dưới đây là danh sách nhưng người trong đội ngũ ê-kíp thực hiện bài hát.
- Simon Aldred – nhạc sĩ, ca sĩ
- Salem Al Fakir – nhạc sĩ
- Vincent Pontare – nhạc sĩ
- Tim Bergling (Avicii) – nhạc sĩ, nhà sản xuất
- Martijn Garritsen – nhạc sĩ, đồng sản xuất[12]

## Danh sách phiên bản
| Tải xuống kĩ thuật số | Tải xuống kĩ thuật số | Tải xuống kĩ thuật số |
| STT                   | Nhan đề               | Thời lượng            |
| --------------------- | --------------------- | --------------------- |
| 1.                    | "Waiting for Love"    | 3:48                  |

| Tải xuống kĩ thuật số – Radio Edit | Tải xuống kĩ thuật số – Radio Edit | Tải xuống kĩ thuật số – Radio Edit |
| STT                                | Nhan đề                            | Thời lượng                         |
| ---------------------------------- | ---------------------------------- | ---------------------------------- |
| 1.                                 | "Waiting for Love" (Radio)         | 3:48                               |

| Tải xuống kĩ thuật số – Extended | Tải xuống kĩ thuật số – Extended | Tải xuống kĩ thuật số – Extended |
| STT                              | Nhan đề                          | Thời lượng                       |
| -------------------------------- | -------------------------------- | -------------------------------- |
| 1.                               | "Waiting for Love" (Mix)         | 5:24                             |

| Tải xuống kĩ thuật số – Remixes EP | Tải xuống kĩ thuật số – Remixes EP                          | Tải xuống kĩ thuật số – Remixes EP |
| STT                                | Nhan đề                                                     | Thời lượng                         |
| ---------------------------------- | ----------------------------------------------------------- | ---------------------------------- |
| 1.                                 | "Waiting for Love" (Carnage and Headhunterz Remix)          | 4:52                               |
| 2.                                 | "Waiting for Love" (Sam Feldt Remix)                        | 5:16                               |
| 3.                                 | "Waiting for Love" (Tundran Remix)                          | 3:40                               |
| 4.                                 | "Waiting for Love" (Prinston and Astrid S Acoustic Version) | 3:21                               |
| 5.                                 | "Waiting for Love" (Autograf Remix)                         | 4:47                               |
| 6.                                 | "Waiting for Love" (Marshmello Remix)                       | 4:33                               |
| Tổng thời lượng:                   | Tổng thời lượng:                                            | 26:29                              |

| Tải xuống kĩ thuật số – Remixes Pt. II | Tải xuống kĩ thuật số – Remixes Pt. II     | Tải xuống kĩ thuật số – Remixes Pt. II |
| STT                                    | Nhan đề                                    | Thời lượng                             |
| -------------------------------------- | ------------------------------------------ | -------------------------------------- |
| 1.                                     | "Waiting for Love" (Astma & Rocwell Remix) | 3:47                                   |
| 2.                                     | "Waiting for Love" (Addal Remix)           | 3:45                                   |
| 3.                                     | "Waiting for Love" (Fabich Remix)          | 3:44                                   |
| Tổng thời lượng:                       | Tổng thời lượng:                           | 11:16                                  |

| Đĩa đơn CD       | Đĩa đơn CD                                        | Đĩa đơn CD |
| STT              | Nhan đề                                           | Thời lượng |
| ---------------- | ------------------------------------------------- | ---------- |
| 1.               | "Waiting for Love"                                | 3:51       |
| 2.               | "Waiting for Love" (Carnage và Headhunterz Remix) | 4:53       |
| Tổng thời lượng: | Tổng thời lượng:                                  | 8:44       |

## Bảng xếp hạng
| Biểu đồ (2015)                                | Vị trí cao nhất |
| --------------------------------------------- | --------------- |
| Úc (ARIA)                                     | 15              |
| Áo (Ö3 Austria Top 40)                        | 1               |
| Bỉ (Ultratop 50 Flanders)                     | 15              |
| Bỉ (Ultratop 50 Wallonia)                     | 12              |
| Canada (Canadian Hot 100)                     | 49              |
| Cộng hòa Séc (Rádio Top 100)                  | 3               |
| Đan Mạch (Tracklisten)                        | 5               |
| Phần Lan (Suomen virallinen lista)            | 2               |
| Pháp (SNEP)                                   | 14              |
| Đức (GfK)                                     | 8               |
| Hungary (Dance Top 40)                        | 2               |
| Hungary (Rádiós Top 40)                       | 1               |
| Hungary (Single Top 40)                       | 1               |
| Ireland (IRMA)                                | 2               |
| Ý (FIMI)                                      | 9               |
| Hà Lan (Dutch Top 40)                         | 6               |
| Hà Lan (Single Top 100)                       | 5               |
| New Zealand (Recorded Music NZ)               | 15              |
| Na Uy (VG-lista)                              | 1               |
| Ba Lan (Polish Airplay Top 100)               | 5               |
| Ba Lan (Dance Top 50)                         | 3               |
| Scotland (OCC)                                | 2               |
| Slovenia (SloTop50)                           | 10              |
| Nam Phi (EMA)                                 | 10              |
| Spain (PROMUSICAE)                            | 13              |
| Thụy Điển (Sverigetopplistan)                 | 1               |
| Thụy Sĩ (Schweizer Hitparade)                 | 7               |
| Anh Quốc (OCC)                                | 6               |
| US Bubbling Under Hot 100 Singles (Billboard) | 10              |
| Hoa Kỳ Hot Dance/Electronic Songs (Billboard) | 7               |

| Biểu đồ (2015)                       | Vị trí |
| ------------------------------------ | ------ |
| Argentina (Monitor Latino)           | 72     |
| Australia (ARIA)                     | 75     |
| Germany (Official German Charts)     | 32     |
| Italy (FIMI)                         | 22     |
| Poland (ZPAV)                        | 47     |
| UK Singles (Official Charts Company) | 56     |

| Quốc gia | Chứng nhận  | Số đơn vị/doanh số chứng nhận |
| --- | ----------- | ----------------------------- |
| Úc (ARIA) | 2× Platinum | 140.000^                      |
| Áo (IFPI Áo) | Gold        | 15.000‡                       |
| Bỉ (BEA) | Gold        | 10.000‡                       |
| Canada (Music Canada) | Platinum    | 0*                            |
| Đan Mạch (IFPI Đan Mạch) | Platinum    | 60.000^                       |
| Đức (BVMI) | Platinum    | 300.000‡                      |
| Ý (FIMI) | 3× Platinum | 0‡                            |
| New Zealand (RMNZ) | Gold        | 7.500*                        |
| Ba Lan (ZPAV) | 3× Platinum | 60.000‡                       |
| Thụy Điển (GLF) | 7× Platinum | 140.000‡                      |
| Anh Quốc (BPI) | Platinum    | 600.000‡                      |
| Hoa Kỳ (RIAA) | Gold        | 500.000‡                      |
| * Chứng nhận dựa theo doanh số tiêu thụ. ^ Chứng nhận dựa theo doanh số nhập hàng. ‡ Chứng nhận dựa theo doanh số tiêu thụ và phát trực tuyến. |             |                               |